# Kraniche (Album)
Kraniche ist das fünfte Studioalbum des deutschen Sängers und Songwriters Bosse.

## Entstehung
„Ich such’ nicht mehr und finde nur.“

Nach der anstrengenden Tour (samt Kehlkopfentzündung) zum Vorgängeralbum Wartesaal ging Bosse 2012 für ein halbes Jahr mit seiner Tochter und seiner Frau, die dort als Schauspielerin für die Ökokomödie Entelköy arbeitete, nach Istanbul. Dort holte er sich Inspiration für die neuen Lieder. Alle Lieder von Kraniche wurden von Axel Bosse selbst in Istanbul, Umbrien, Berlin sowie in der Wegwarte, Lucklum geschrieben. Der Großteil des Albums wurde von Philipp Steinke in einem abgelegenen Landhaus, der Casa Garfagni in Umbrien bzw. im Brandnewstudio, Berlin aufgenommen.
Die Arrangements sind umfangreicher als bei den Vorgängeralben. Bei den Liedern Sophie, So oder So, Schönste Zeit und Konfetti werden Chöre von Valeska Steiner von Boy bzw. Valentine Romanski gesungen. Das Lied Alter Affe Angst erinnert an Tarantino-Stücke. Bosse wird dabei von einem Streichensemble sowie von Martin Wenk (Calexico) an der Trompete unterstützt. Beide Aufnahmen fanden im LowSwing Studio, Berlin statt.
Das Lied Istanbul, das eine Liebeserklärung an die Stadt ist, wird von einer Saz untermalt.
Bosse veröffentlichte in fünf Episoden ein Videotagebuch mit Eindrücken zur Entstehung von Kraniche bei YouTube in seinem Kanal BosseAxel.

## Titel, Cover und Booklet
Der Titel des Albums Kraniche ergab sich aus mehreren Gründen:
Bosse beobachtete während seiner Zeit in Berlin und auch als Kind mit seiner Oma in Linum den Flug der Kraniche, was für ihn das größte Naturspektakel seines Lebens darstellte. Diesem Naturerlebnis widmete er daher eine Zeile in dem Lied Kraniche. Das Lied fasst für ihn „das Album textlich und musikalisch zusammen“ und stellt somit den Mittelpunkt des Albums dar. Der Titel greift auch das viele Vorkommen von Naturbegriffen (wie z. B. Stachelbeeren) bei dem Album auf. Weiterhin mochte Bosse den Klang des Wortes Kraniche.
Zudem ist der Kranich in der japanischen Mythologie ein Symbol für Glück und Langlebigkeit, was für Bosse auch gut zum Inhalt des Albums passte. Ein Hauptthema der verschiedenen Lieder ist das Angekommensein, Loslassen, Entspannung und die Entschleunigung des Lebens. Bosse selbst beschreibt das Album als wärmer als das Vorgängeralbum.
Auf dem Cover ist Bosse in einem Dufflecoat zu sehen (Foto: Nina Stiller). Hinter ihm der Himmel, an dem eine Formation von Kranichen fliegt. Bosses Körper verschwindet unten in einer Art Collage u. a. bestehend aus Wolken, Meer, einer nächtlich beleuchteten Stadt, einer Straße und einem Hausdach. Unter dem Bild ist der Schriftzug bosse in schwarz zu lesen, wobei über dem e ein Kranich fliegt, der Titel des Albums ist in Großbuchstaben dunkelrot darunter geschrieben.
Das Booklet beinhaltet verschiedene Fotos: Zum einen vom Publikum bei einem Festival, weiterhin Eindrücke von Istanbul. Das Artwork des Booklets wurde von We Are Büro verwirklicht.

## Titelliste
1. Kraniche – 3:56
2. Schönste Zeit  – 3:52
3. Vier Leben – 3:57
4. So oder So –  3:09
5. Istanbul – 3:10
6. Alter Affe Angst – 4:01
7. Vive la danse – 4:12
8. Familienfest – 2:50
9. Brillant – 3:26
10. Müssiggang – 3:35
11. Sophie – 4:31
12. Konfetti  – 3:21

„Es gibt nur wenige wie Bosse. Er ist ein begnadeter Beobachter und feinsinniger Geschichtenerzähler. Die Protagonisten seiner Songs: nah und so nachvollziehbar. Man will unbedingt mehr von ihnen wissen. Seine Textzeilen: Momentaufnahmen, die in Verbindung mit seiner Musik zu perfektem emotionalen Kopfkino verschmelzen. Das alles auf “Kraniche” gleich zwölf Mal! In einem wunderbar ehrlichen Liebeslied (Brillant), einer Abfuhr an die Geschwindigkeitsmaximierung (Vier Leben), in Erinnerung an die erste Liebe (Schönste Zeit) und immerwährender Verbundenheit in bedingungsloser Freundschaft (Konfetti). In Festgesängen auf das Leben (Istanbul), einem Plädoyer für die Entschleunigung (Müßiggang), dem Kampf gegen die eigenen (Alter Affe Angst) und fremden (Familienfest) Dämonen. Einer geballten Portion Optimismus (So oder so) und der unverständlichen Diskrepanz von Schein und Sein (Sophie). Eingeläutet von einem musikalischen Prolog, der das ganze Spektrum dieses Albums zusammenfasst (Kraniche).“

### Bonus-CD
Das Album ist in einer limitierten Deluxeversion erhältlich, die eine Bonus-CD enthält, auf der sechs der Lieder in akustischer Version vertreten sind.
Die Akustikversionen wurden in der Alten Lederfabrik, Köln von Tobias Philippen aufgenommen und gemischt. Der Gesang wurde von Simon Triebel (Juli) aufgenommen. Das Mastering erfolgt durch Robin Schmidt (24-96 Mastering).
1. Kraniche – 3:56
2. Schönste Zeit – 3:56
3. So oder So – 3:14
4. Istanbul – 4:05
5. Alter Affe Angst – 4:31
6. Sophie – 3:23

## Rezeption

### Charts und Chartplatzierungen
| ChartsChartplatzierungen | Höchstplatzierung | Wochen |
| ------------------------ | ----------------- | ------ |
| Deutschland (GfK)        | 4 (40 Wo.)        | 40     |

### Auszeichnungen für Musikverkäufe
| Land/Region        | Auszeichnungen für Musikverkäufe (Land/Region, Auszeichnung, Verkäufe) | Verkäufe |
| ------------------ | ---------------------------------------------------------------------- | -------- |
| Deutschland (BVMI) | Gold                                                                   | 100.000  |
| Insgesamt          | 1× Gold ·                                                              | 100.000  |

## Auskopplungen

### Schönste Zeit
Schönste Zeit war die erste Singleauskopplung aus Kraniche, die vorab am 15. Februar 2013 veröffentlicht wurde. Das Lied erreichte bereits in der ersten Woche Platz 29 der offiziellen Singlecharts.
Das Video wurde u. a. in der Nähe des Alexanderplatzes und im Görlitzer Park in Berlin gedreht. Darsteller waren Franz Dinda, Alina Levshin und Ayşe Bosse (Bosses Ehefrau).

### So oder so
So oder so wurde als zweite Single am 2. August 2013 veröffentlicht.
Mit diesem Lied gewann Bosse den Bundesvision Song Contest 2013 und erreichte Platz 25 der deutschen Singlecharts.

### Familienfest
Für das Lied Familienfest wurde ein Video mit der Schauspielerin Fritzi Haberlandt gedreht. Hendrik Handloegten inszenierte das Video. Das Lied handelt von der Zusammenkunft einer nach außen intakt scheinenden Familie, bei der es aber im Inneren brodelt.

## Kritik
„‚Schönste Zeit‘, die erste Single, ist eine Erinnerung an den Entdeckergeist und die Unverwundbarkeit der Jugend, ein Song, der mit angenehmer Melodie und gefälligem Arrangement ein bisschen zu sehr nach Nostalgie trachtet. […] Insgesamt geht es bei dem Album um Erkenntnisse – das Leben entschleunigen zu müssen, den Moment genießen zu dürfen, Ängste überwinden zu können. Eingepackt wird das in Melodien, die die Waage zwischen melancholisch und fröhlich halten. Die Produktion von Philipp Steinke (Boy) sorgt dafür, dass die Songs an einer reinen Radio-Gefälligkeit vorbeischrammen.“

„Damit ist auch “Kraniche” ein sehr philosophisches Album geworden, in das Bosse viele seiner Gedankengänge packt. Er verzaubert mit Geschichten, die das Leben widerspiegeln und ist ein liebevoller Chronist des Alltags. Musikalisch lässt sich Bosse in keine Schublade pressen. Emotional, feinfühlig, sympathisch – auf jeden Fall. Doch das in vielen Facetten: mit türkischem Instrumentarium, als Elektropop im Stil von Coldplay (“Sophie”), in Form einer Pianoballade wie “Konfetti”. Selbst das sperrige “Vive La Danse” weiß nach einigen Durchläufen zu gefallen. Es gelingt Bosse, das hohe Niveau der Vorgänger zu halten“

„Während Bosse in “Wartesaal” noch auf das Glücklichwerden gewartet hat, scheint er es auf “Kraniche” gefunden zu haben. Das runde Album wartet mit einigen musikalischen Überraschungen auf. Auch wenn nicht jedes der instrumentellen Experimente glückt, sind die Worte aus Axel Bosses Feder nach wie vor äußerst stark und lassen quasi automatisch Filme vor dem geistigen Auge laufen. Die Songs wirken mit ein paar Ausnahmen allesamt wesentlich aufwendiger produziert als das bisherige Material und verleihen dem Album fast schon internationales Format, ohne jedoch zu sehr von den alten Tugenden Bosses Abstand zu nehmen.“

## Tournee

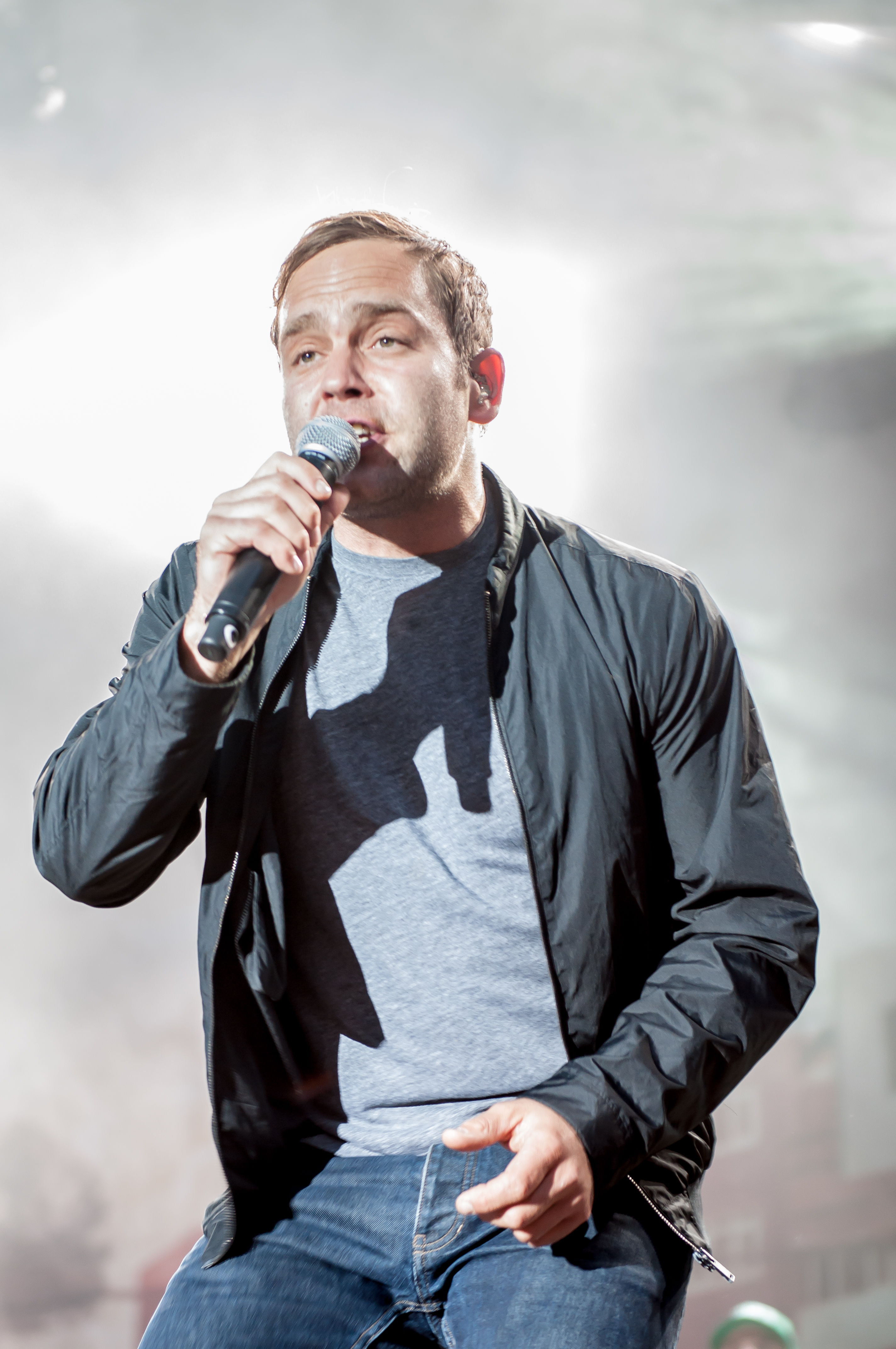
Bosse (2014)

Bosse bewarb das Album mit einer zugehörigen Tournee, die am 10. April 2013 mit einem Auftaktkonzert in Mannheim startete. Nach einer Unterbrechung durch die Festivalsaison im Winter 2013 fortgesetzt, war das Abschlusskonzert der Tour am 22. Februar 2014 in der Berliner Columbiahalle. Zwischendurch fanden einige Auftritte auch in Österreich statt. Bosse wurde bei der Tour von mehreren Vorbands unterstützt: Herrenmagazin, Elif, Tonbandgerät, Hannes Kinder, Jack Beauregard und Nörd.